# Andrzej Wróbel (geograf)

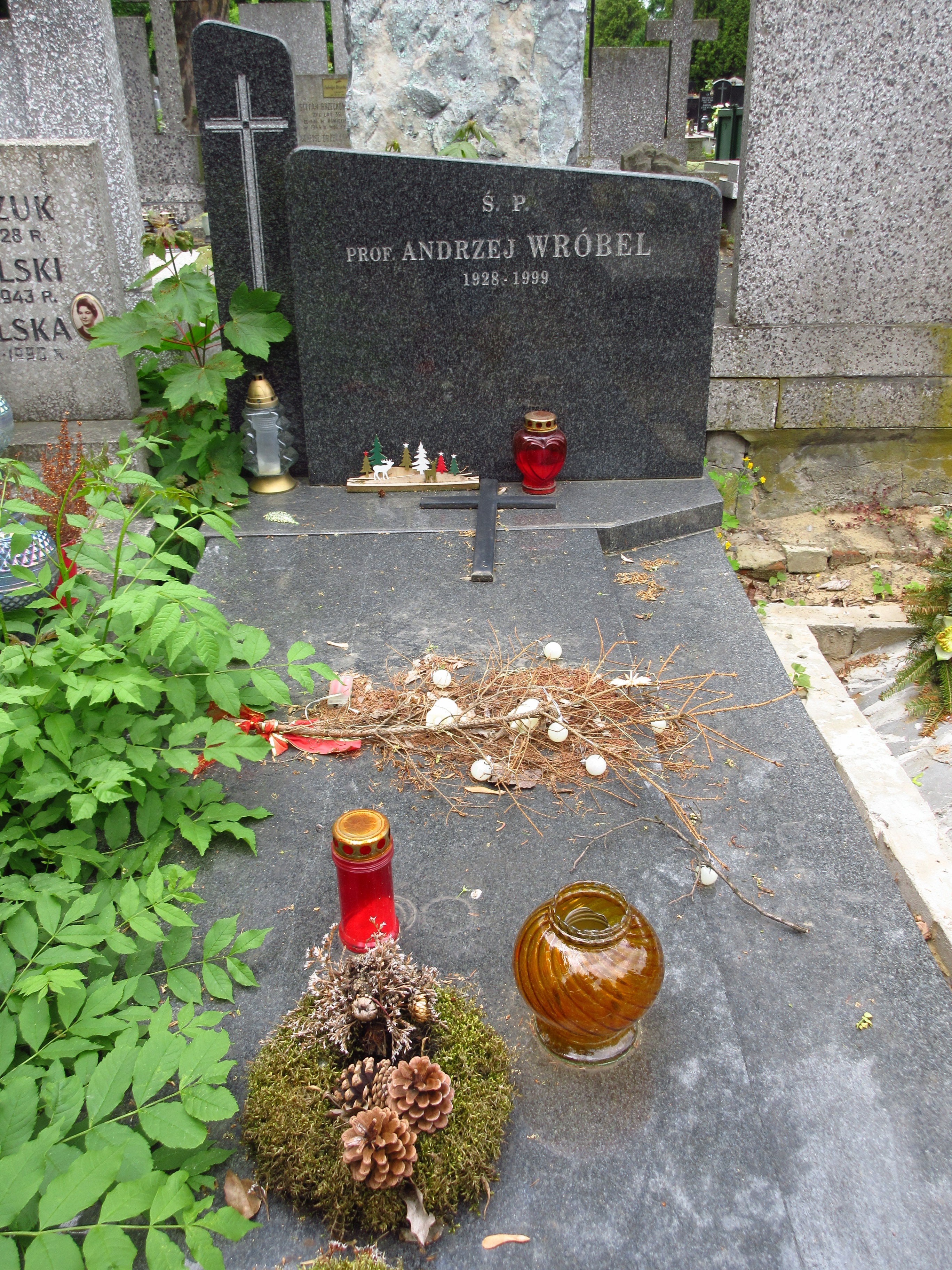
Grób Andrzeja Wróbla na cmentarzu Bródnowskim

Andrzej Wróbel (ur. 8 marca 1928 w Starogardzie, zm. 5 października 1999 w Warszawie) – polski geograf, profesor, w latach 1992–1995 ambasador RP w Argentynie.

## Życiorys
Syn oficera Odrodzonego Wojska Polskiego. Absolwent Wydziału Prawno-Ekonomicznego Uniwersytetu Poznańskiego (1950). Uczeń prof. Edwarda Taylora. W 1959 uzyskał stopień doktora na podstawie pracy Województwo warszawskie – studium ekonomicznej struktury regionalnej. Podstawą jego habilitacji w 1964 była rozprawa Pojęcie regionu ekonomicznego a teoria geografii. Uzyskał stanowisko docenta w 1964, tytuł profesora nadzwyczajnego w 1973, a tytuł profesora zwyczajnego w 1987.
Głównym ośrodkiem naukowym i instytucjonalnym jego działalności był Instytut Geografii i Przestrzennego Zagospodarowania PAN (1954–1992 oraz 1997–1999). W Instytucie tym sprawował funkcje m.in. zastępcy dyrektora, kierownika Zakładu Teorii i Metodologii Geografii, kierownika Zakładu Geografii Ekonomicznej. Andrzej Wróbel był członkiem Komitetu Przestrzennego Zagospodarowania Kraju PAN i Komitetu Nauk Geograficznych PAN, a także członkiem Komitetu Redakcyjnego Przeglądu Geograficznego.
Rok akademicki 1959/60 spędził jako stypendysta Fundacji Forda na University of Wisconsin, University of Pennsylvania, University of Chicago. W latach 1964–1965 był wizytującym profesorem w University of Washington i w University of Minnesota. W latach 1970–1972 był głównym doradcą naukowym i kierownikiem projektu badawczego „Region Centralny Chile – perspektywy rozwoju", wykonywanego na zlecenie Narodowego Biura Planowania w Instytucie Rozwoju Miejskiego i Regionalnego (CIDU) w Santiago. Był członkiem zwyczajnym Międzynarodowej Unii Geograficznej w latach 1968–1988 oraz sekretarzem generalnym Polskiego Towarzystwa Współpracy z Klubem Rzymskim.
Do głównych osiągnięć Andrzeja Wróbla należy zaliczyć: nową koncepcję regionu ekonomicznego (praca Pojęcie regionu ekonomicznego a teoria geografii, 1965) i nowe ujęcie badania struktury regionalnej, wkład w poznanie charakteru i procesów rozwoju regionalnego, rozwijanie metod ilościowych w geografii ekonomicznej oraz krytyczną refleksję nad stanem i metodologią geografii.
W połowie 1990 podjął pracę w Ministerstwie Spraw Zagranicznych jako dyrektor Departamentu Planowania i Analiz. Od 1992 do 1995 pełnił funkcję ambasadora RP w Argentynie. Został odwołany w trybie dyscyplinarnym.
Pochowany na cmentarzu Bródnowskim (kw. 44G, rząd III, grób 24).